# Vẹt kea
Vẹt kea (/ˈkiːə/; tiếng Māori: [kɛ.a]; Nestor notabilis) là một loài vẹt thuộc họ Nestoridae. Loài sinh sống ở đảo Nam của New Zealand, môi trường sinh sống của chúng là các đài nguyên núi cao. Loài này có thân dài khoảng 48 cm, chủ yếu có màu xanh ô-liu cùng với màu cam rực rỡ dưới cánh. Chúng có một chiếc mỏ trên lớn màu nâu xám, cong và hẹp. Vẹt kea là loài vẹt sống ở khí hậu núi cao duy nhất trên thế giới. Chế độ ăn tạp của chúng có cả xác thối, nhưng chủ yếu là bao gồm rễ cây, lá, quả, mật ong, và côn trùng. Vẹt kea đã từng bị giết hàng loạt vì mối lo ngại đến từ việc chúng tấn công gia súc của những người chăn nuôi, đặc biệt là cừu. Chúng chỉ bắt đầu nhận được sự bảo vệ từ Đạo luật bảo vệ động vật hoang dã năm 1986.
Vẹt kea làm tổ trong hang hoặc khe hở giữa các gốc cây. Loài được biết đến với trí thông minh và tính tò mò, vốn đều quan trọng đối với sự sống còn của chúng ở một môi trường núi cao khắc nghiệt. Chúng có thể giải quyết các vấn đề đòi hỏi trí thông minh, chẳng hạn như đẩy hoặc kéo theo một thứ tự nhất định để có được thức ăn, và làm việc với nhau để đạt được một mục tiêu nhất định.

## Phân loài và từ nguyên
Loài vẹt này được mô tả bởi nhà điểu học John Gould vào năm 1856. Tên của chúng, notabilis trong tiếng Latin, có nghĩa là "đáng ghi nhận". Tên phổ biến của loài là kea, bắt nguồn từ tiếng Māori, có thể là từ tượng thanh cho tiếng kêu của chúng khi bay – 'keee aaa'. Trong tiếng Anh, "kea" vừa là danh từ số ít lẫn danh từ số nhiều.
Chi Nestor bao gồm có bốn loài: Nestor meridionalis, kea (N. notabilis), Nestor productus (đã tuyệt chủng) và Nestor chathamensis (đã tuyệt chủng). Cả bốn loài được cho là có chung tổ tiên từ loài "proto-kākā" sinh sống ở những khu rừng New Zealand 5 triệu năm về trước. Họ hàng gần nhất của chúng là loài vẹt không biết bay kakapo (Strigops habroptilus). Chúng cùng nhau tạo thành một liên họ vẹt Strigopoidea, phát triển từ họ Psittacidae.

## Mô tả

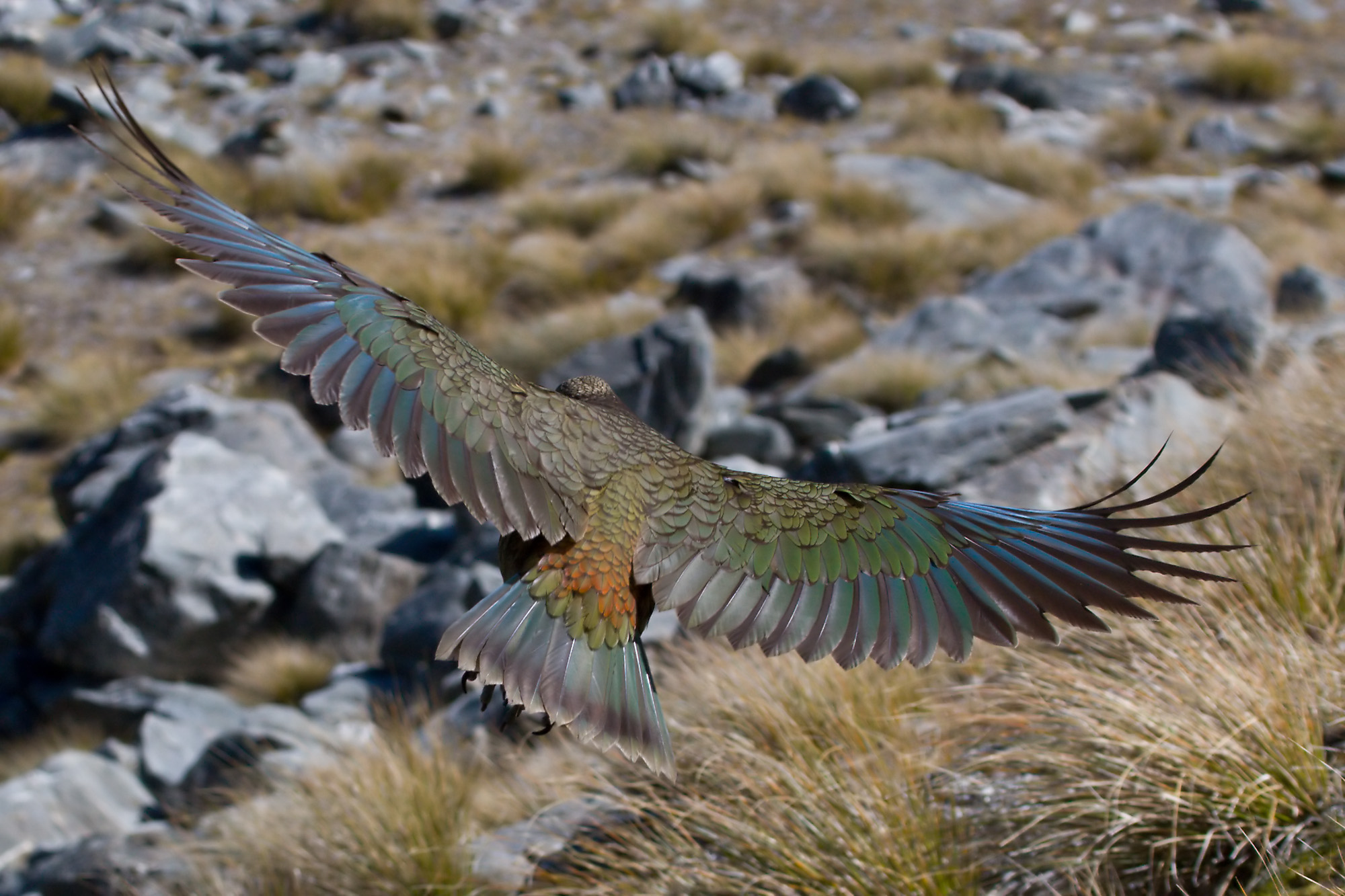
Vẹt kea khi bay

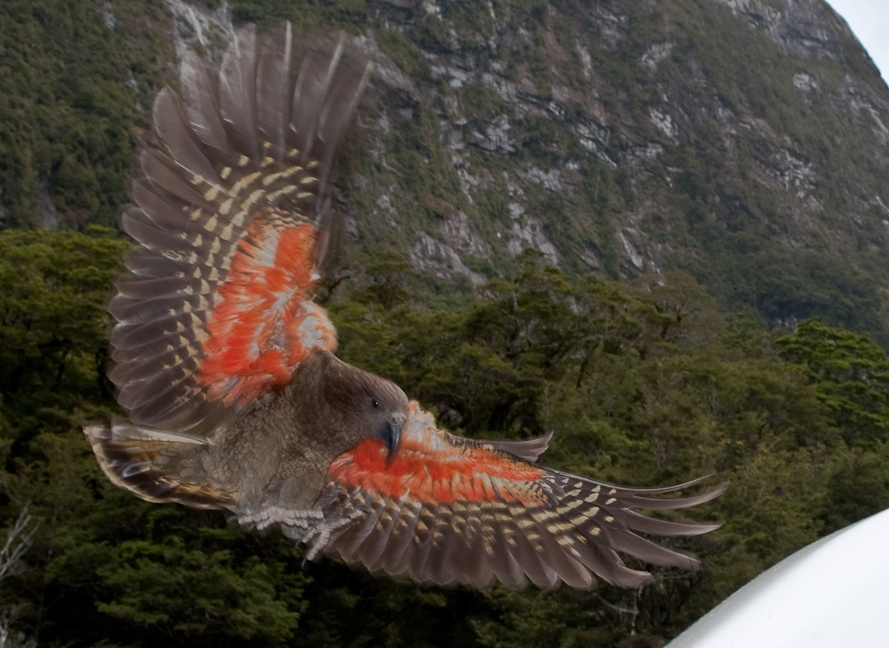
Lớp lông cam dưới cánh có thể quan sát được khi chúng đang bay

Kea là một loài vẹt lớn, dài khoảng 48 cm (19 in) và nặng từ 800 gam (1,8 lb) đến 1 kilôgam (2,2 lb). Chúng có bộ lông gần như là màu xanh ô-liu cùng với một chiếc mỏ xám có phần trên dài, hẹp và cong. Con trưởng thành có mống mắt màu nâu sậm, trong khi da gốc mỏ, vòng mắt và cặp chân có màu xám. Chúng còn có lớp lông màu cam dưới cánh. Lông ở hai bên mặt của chúng có màu nâu ô-liu đậm, ở trên lưng và mông có màu cam đỏ còn ở ngoài cánh thì có màu xanh dương đục. Loài có đuôi ngắn, rộng, có màu xanh lá pha xanh dương và phần cuối màu đen. Phía dưới của những chiếc lông đuôi nằm trong còn có những dài sọc màu vàng-cam nằm chéo. Con đực thường dài hơn 5% và phần mỏ trên của chúng cũng dài hơn 12–14% so với con cái. Vẹt con đang lớn nhìn chung cũng tương tự con trưởng thành nhưng có vòng mắt và da gốc mỏ màu vàng, mỏ dưới màu vàng-cam cùng cặp chân màu xám-vàng.

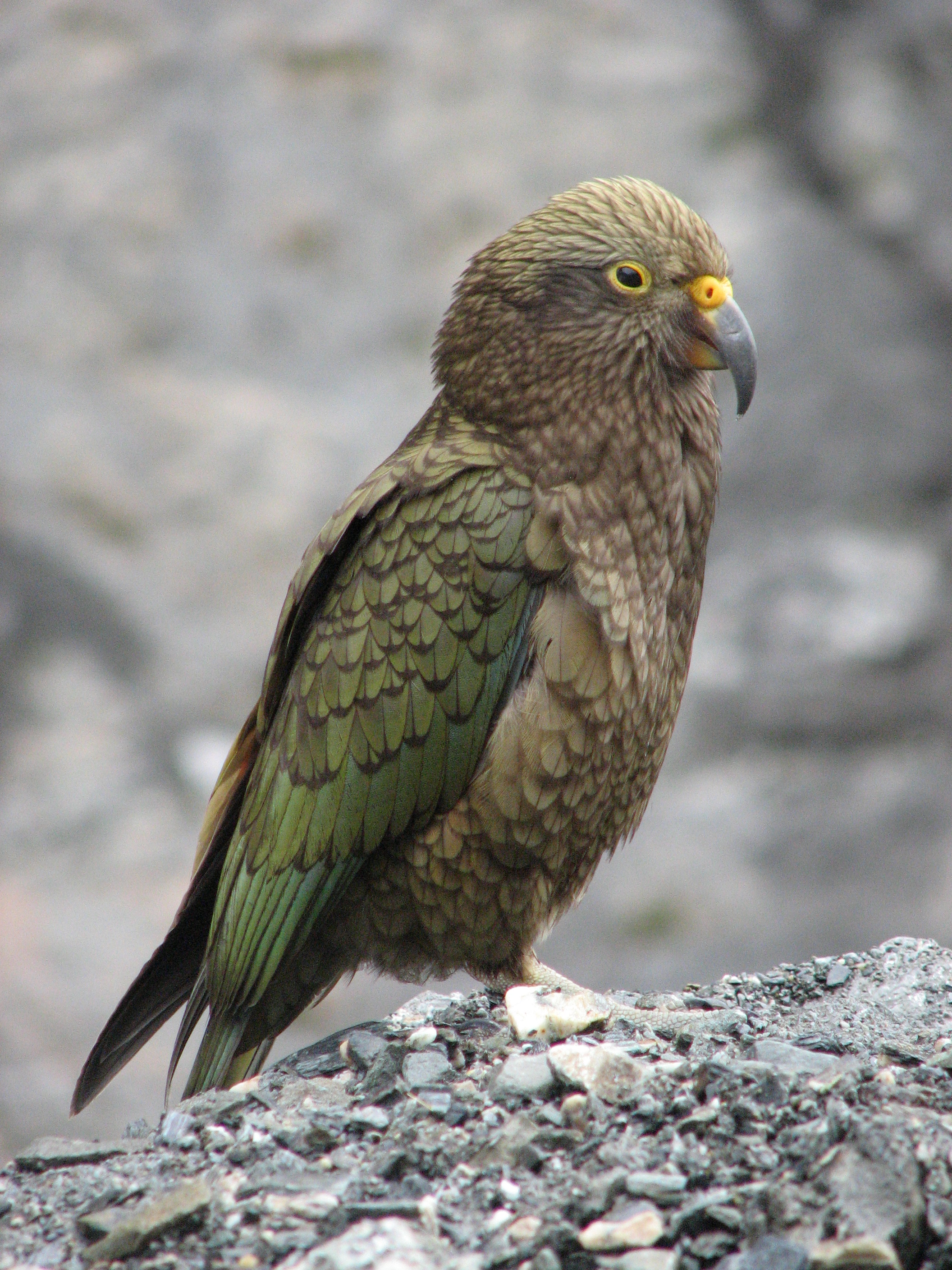
Vẹt đang lớn có vòng mắt và da gốc mỏ màu vàng, mỏ dưới màu vàng-cam cùng cặp chân màu xám-vàng

## Phân bố và môi trường sống
Vẹt kea là một trong mười loài vẹt đặc hữu của New Zealand.

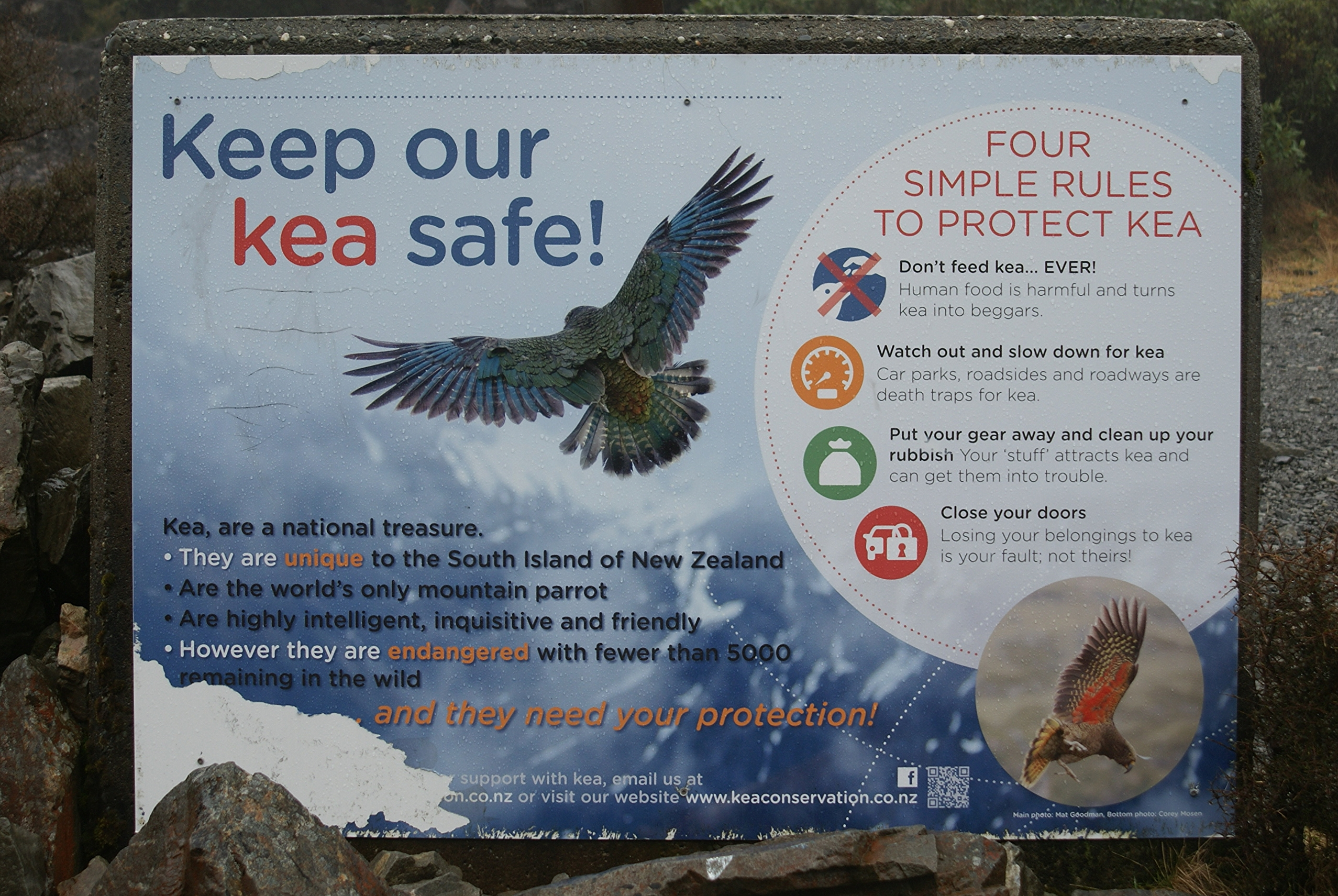
Bản hiệu bảo vệ vẹt kea tại Arthur's Pass

Phân bố môi trường sống của vẹt kea đa dạng từ những đồng bằng thấp ven sông và những rừng rậm dọc biển ở đảo Nam lên đến những vùng khí hậu núi cao như Arthur's Pass hay vườn quốc gia Aoraki, dọc theo những dãy rừng sồi phương nam. Ngoại trừ thi thoảng một vài cá thể đi lang thang, vẹt kea không được tìm thấy ở đảo Bắc, mặc dù bằng chứng hóa thạch lại chỉ ra rằng chúng từng sống ở đấy 10.000 năm về trước. Số lượng của loài được ước tính từ 1.000 đến 5.000 cá thể vào năm 1986, so với con số 15,000 cá thể vào năm 1992. Chúng thường phân bố rộng rãi với mật độ thấp ở những khu vực không thể tiếp cận khiến việc ước tính gặp trở ngại. Hiện ước tính còn lại từ 3.000 đến 7.000 cá thể.

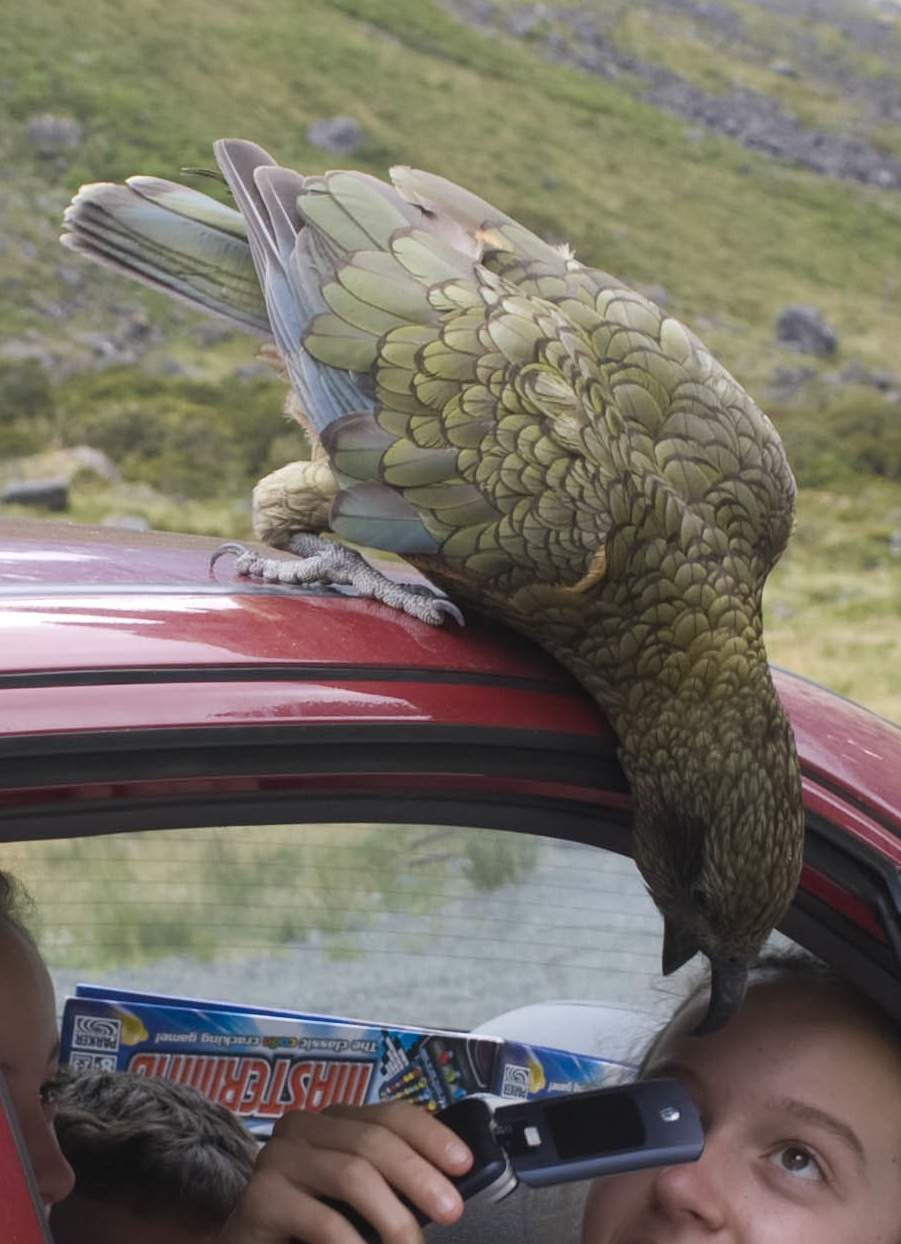
Vẹt kea tò mò về du khách

## Tương tác với con người

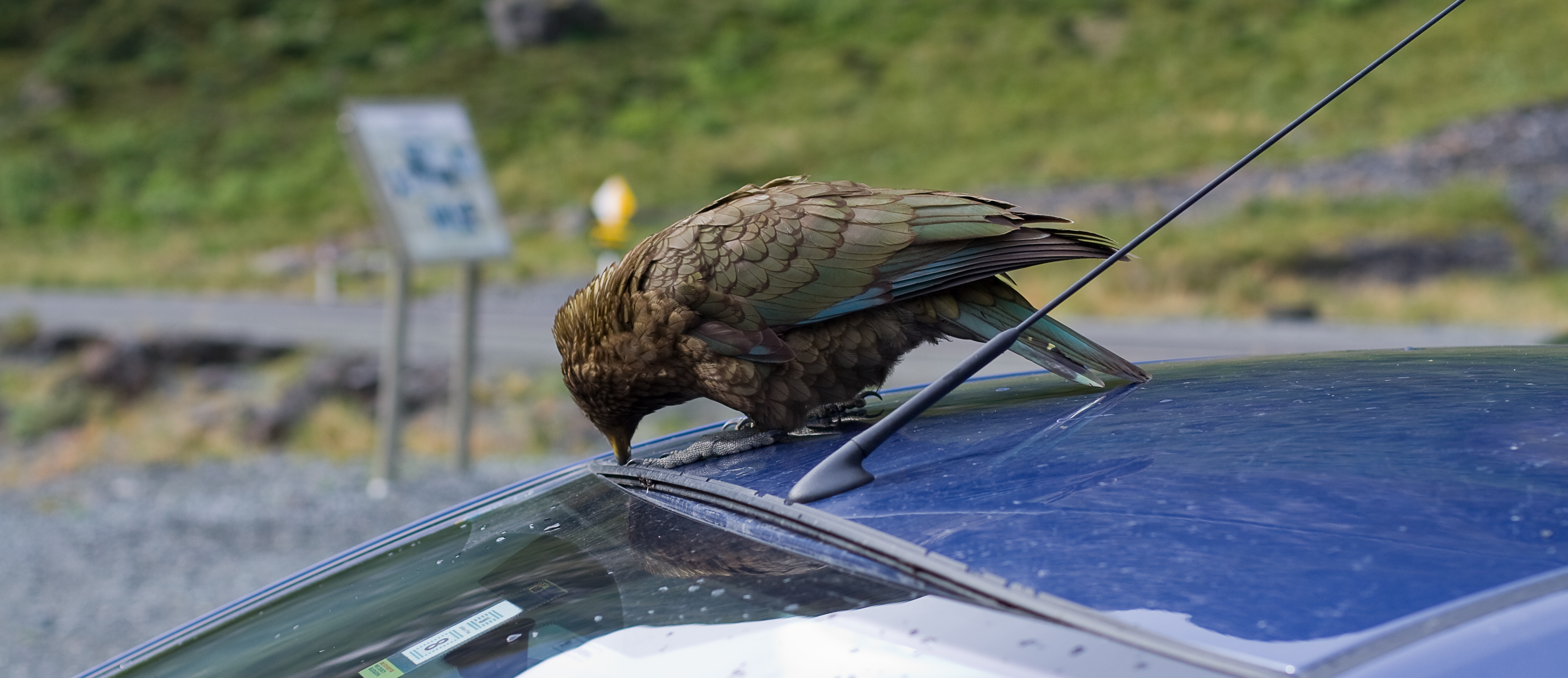
Vẹt kea phá hoại xe đỗ ở bãi

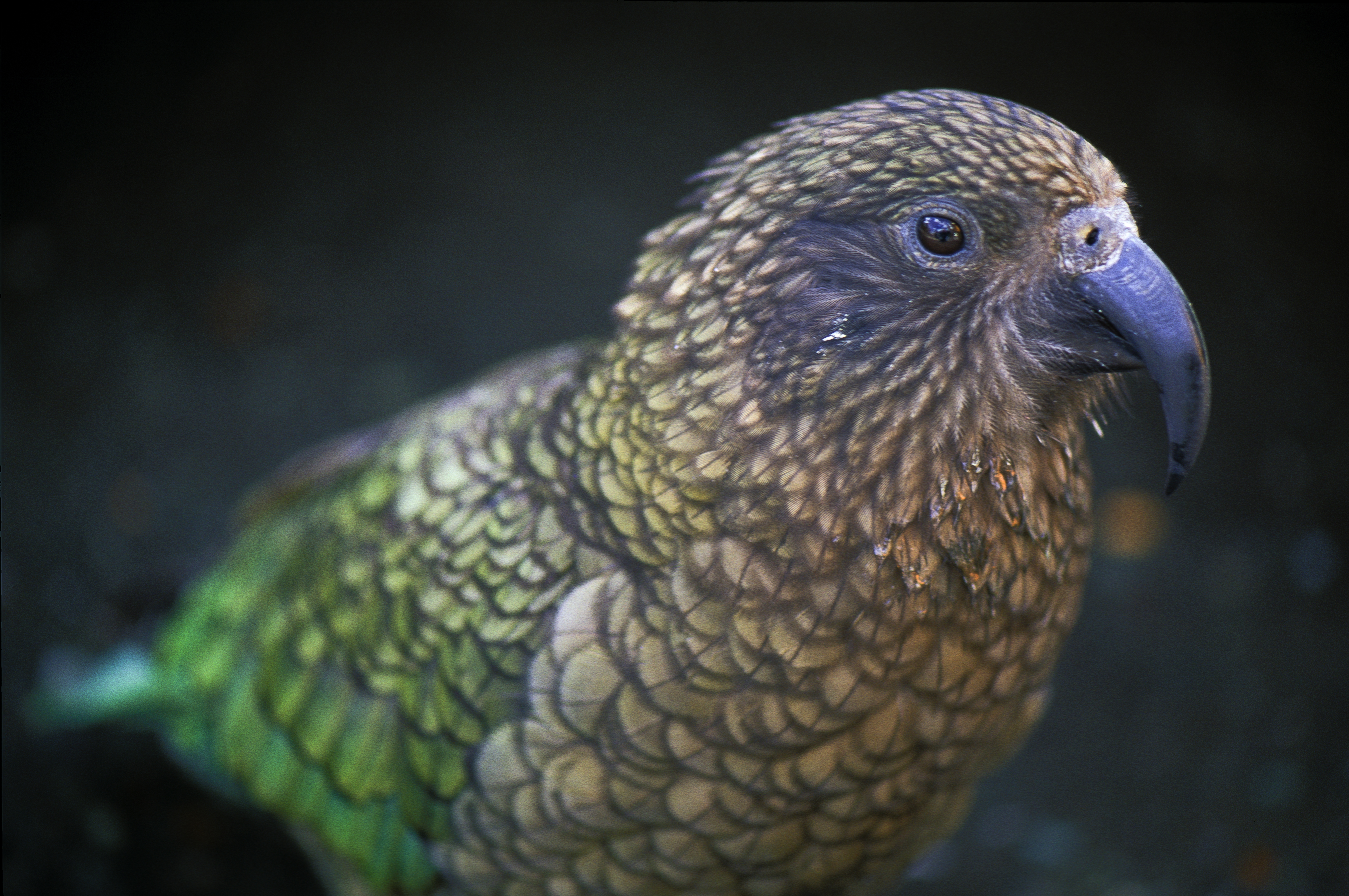
Hình chụp cận con vẹt trưởng thành tại vịnh Milford Sound, New Zealand

Bản tính hiếu kỳ khét tiếng của loài vẹt này đã khiến chúng vừa trở thành loài gây hại cho người dân địa phương, vừa là sự thu hút cho khách du lịch. Với biệt hiệu là "chú hề của vùng núi", chúng sẽ lục lọi túi xách, ủng, ván trượt tuyết, thậm chí là xe hơi và thường xuyên phá hoại hoặc ăn cắp những tài sản nhỏ. Chúng từng được giữ như thú nuôi trong nhà trước khi được bảo vệ, nhưng việc này hiếm khi xảy ra vì chúng rất khó để bắt giữ và rất phá hoại trong môi trường nuôi nhốt.
Vẹt kea thường được bắt gặp tại các điểm trượt tuyết tại đảo Nam, nơi chúng lui tới để tìm thức ăn thừa. Đặc tính tò mò khiến chúng hay gắp đi những vật dụng không được trông coi hoặc cắn xé những bộ phận cao su của xe hơi. Đã có một cá thể vẹt được báo cáo lấy trộm hộ chiếu của một du khách khi anh ta tham quan vườn quốc gia Fiordland.
Vài người cho rằng việc tiêu thụ thực phẩm mất cân bằng, bắt nguồn từ việc cho vẹt kea thức ăn của con người, có ảnh hưởng nghiêm trọng đến sức khỏe của chúng. Cục Bảo tồn New Zealand cũng có ý kiến rằng khi có bữa ăn giàu calo hơn, vẹt kea có nhiều thời gian rảnh hơn để lục lọi và phá hoại của cải. Sự tin tưởng tự nhiên của loài này khi ở gần con người cũng được cho là một nguyên nhân góp phần cho những vụ việc chúng bị cố ý giết chết tại các điểm du lịch gần đây.

## Vòng đời
Vẹt kea nhỏ có tỉ lệ tử vọng cao, với ít hơn 40% cá thể sống sót hết năm đầu đời. Vòng đời trung vị của một cá thể vẹt kea hoang dã được ước tính là 5 năm, dựa trên tỉ lệ của những cá thể được bắt gặp trở lại trong 2 mùa liên tiếp tại Arthur's Pass và việc nhập cư từ những khu vực lân cận. Khoảng 10% lượng vẹt kea được dự đoán có trên 20 năm tuổi đời. Cá thể vẹt kea thọ nhất trong môi trường nuôi nhốt sống đến 50 năm.

## Sinh sản

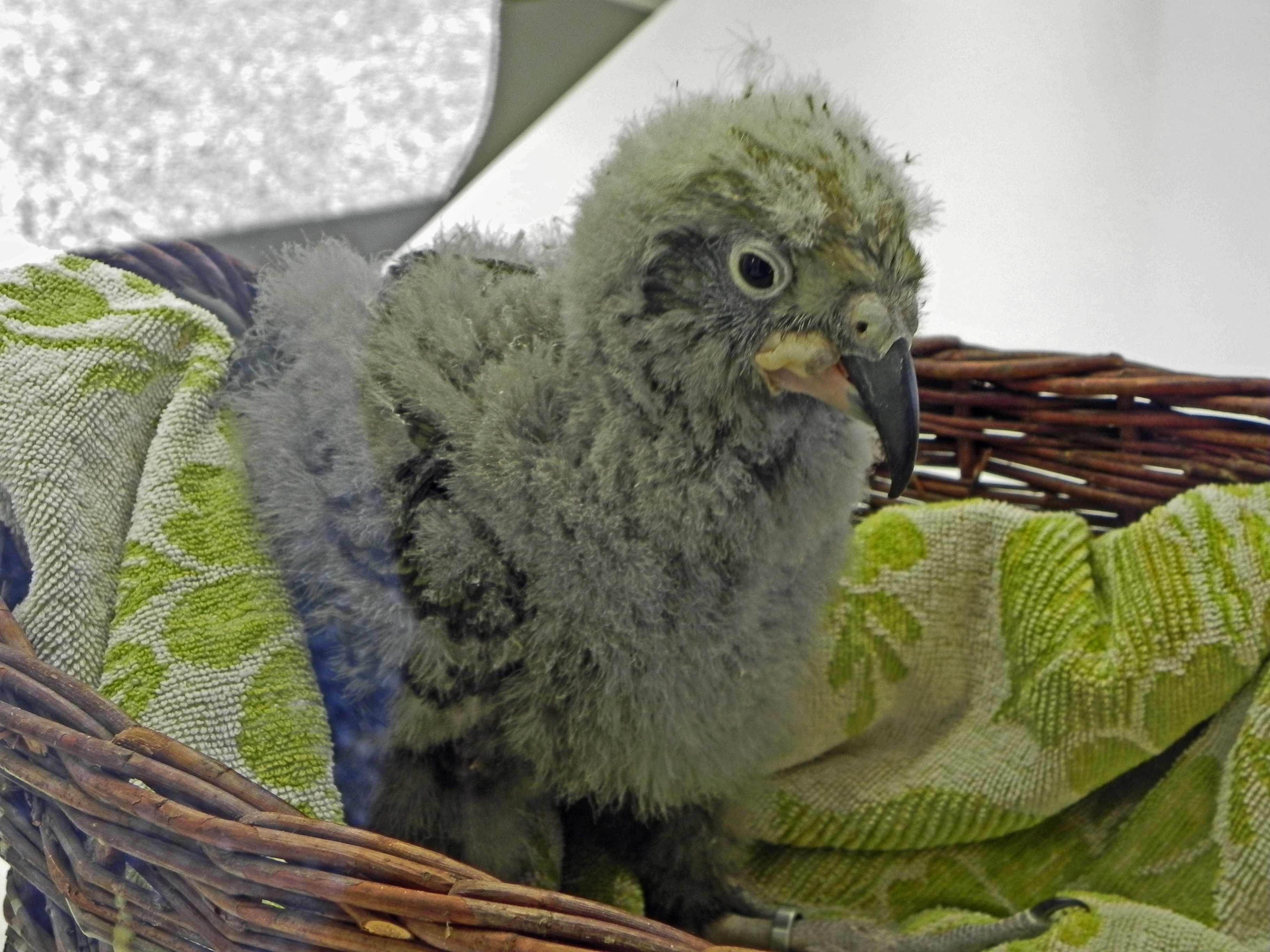
Vẹt kea con tại công viên Walsrode, Đức

Có ít nhất một nhân chứng báo cáo rằng vẹt kea là loài đa thê. Tại nguồn này cũng ghi rằng có một số lượng dư cá thể cái. Vẹt kea là loài bầy đàn và sống trong đàn có tối đa 13 con. Những cá thể sống độc lập rất tệ trong môi trường nuôi nhốt nhưng phản xạ tốt với hình ảnh trong gương.
Trong một nghiên cứu, địa điểm làm tổ của loài có mật độ một trên 4.4 km². Địa điểm sinh sản của chúng thường là dọc theo những dãy rừng sồi phương nam, ở những đồi núi dốc. Sinh sản tại độ cao 1600 m hoặc hơn so với mực nước biển, vẹt kea là một trong số ít loài vẹt trên thế giới thường xuyên sống trên đường giới hạn cây gỗ. Tổ của chúng thường được đặt dưới đất, phía dưới những cây sồi lớn, trong các kẽ đá, hoặc trong các hang đào giữa các rễ. Giai đoạn đẻ trứng bắt đầu vào tháng bảy và kéo dài đến tháng một.

## Thức ăn
Là động vật ăn tạp, vẹt kea tiêu thụ hơn 40 loài thực vật, ấu trùng bọ cánh cứng, các loài chim khác và động vật có vú như cừu hay thỏ. Chúng đã từng được nhìn thấy khi đang phá tổ của loài chim nước cắt để ăn thịt các chim con khi nghe thấy tiếng kêu. Loài vẹt này cũng lục lọi rác thải và chờ đợi đồ ăn của con người.

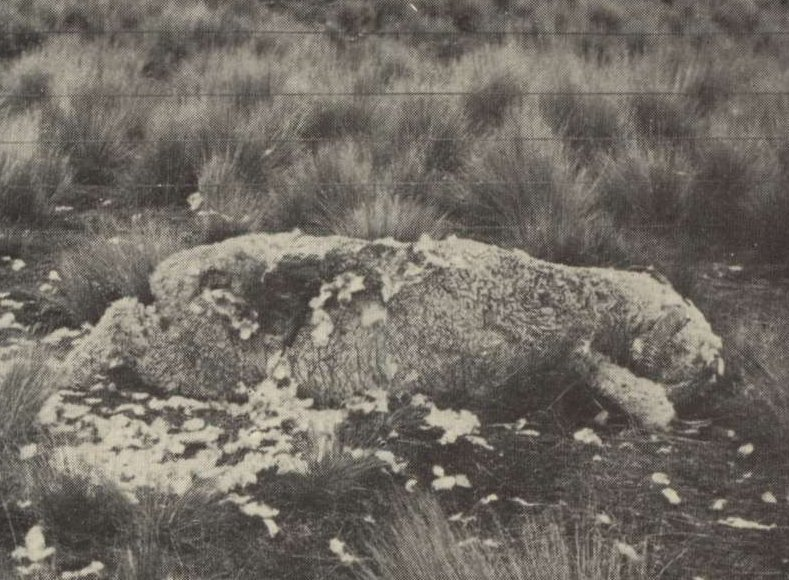
Một con cừu nghi ngờ bị giết bởi vẹt kea vào tháng 7 năm 1907

Cuộc tranh luận về việc vẹt kea tấn công lên cừu có lịch sử dai dẳng. Đàn cừu được nhìn thấy có những vết thương hai bên sườn vào giữa những năm 1860, trong vòng một thập kỉ từ khi những người chăn cừu chuyển đến vùng núi cao. Mặc dù có người cho rằng nguyên nhân xuất phát từ loại bệnh dịch mới, vẹt kea cũng là đối tượng bị tình nghi. James MacDonald, người chăn cừu đứng đầu Wanaka Station, đã từng nhìn thấy một cá thể vẹt kea tấn công một con cừu vào năm 1868, cùng với nhiều trường hợp khác. Các thành viên của cộng đồng các nhà khoa học cũng thừa nhận việc này, trong đó có Alfred Wallace lấy đây là ví dụ cho sự thay đổi hành vi trong cuốn sách Darwinism (1889) của ông. Ngoài trừ một số bằng chứng ghi chép đáng tin cậy, các chứng cứ khác dường như không thuyết phục, đặc biệt ở những năm về sau. Năm 1962, J.R. Jackson kết luận rằng mặc dù vẹt kea có thể tấn công những con cừu bệnh hoặc bị thương, đặc biệt là khi tưởng nhầm cừu đã chết, chúng không hẳn là loài săn mồi. Tuy nhiên vào năm 1993, những đợt tấn công vào ban đêm của loài vẹt này được ghi hình, chứng minh rằng chúng cũng săn mồi những con cừu khỏe mạnh. Đoạn ghi hình chứng tỏ điều mà các nhà khoa học đã nghi vấn từ lâu rằng vẹt kea sử dụng chiếc mỏ và móng vuốt chắc khỏe của mình để cào xé lớp lông và ăn phần thịt mỡ từ lưng cừu. Mặc dù chúng không trực tiếp gây ra cái chết, những con cừu có thể tử vong do nhiễm trùng hoặc do tai nạn khi cố gắng chạy trốn. Vẹt kea cũng được ghi nhận từng tấn công lên thỏ, chó và thậm chí là ngựa.

## Đe dọa và bảo tồn
Trong sự hợp tác với các hội đồng địa phương và chủ trang trại cừu, chính phủ New Zealand đã từng treo tiền tưởng cho việc giết vẹt kea vì chúng tấn công lên gia súc, đặc biệt là cừu. Theo thỏa thuận, vẹt kea chỉ bị giết lấy tiền thưởng khi xuất hiện ở các trang trại hoặc khu vực hành chính, nhưng nhiều người đã săn bắn chúng tại các vườn quốc gia và ở Westland, nơi mà chúng được toàn quyền bảo tồn. Hơn 150.000 cá thể bị diệt trừ trong vòng hàng trăm năm cho đến khi tiền thưởng bị bãi bỏ vào năm 1970. Trong thập niên 70, vẹt kea đã nhận được phần nào sự bảo vệ khi một cuộc tổng điều tra cho biết chỉ còn 5.000 cá thể. Chúng chỉ bắt đầu nhận được sự bảo vệ đầy đủ từ Đạo luật bảo vệ động vật hoang dã năm 1986.
Một nghiên cứu tại vườn quốc gia các hồ Nelson cho thấy một sự sụt giảm đáng kể số lượng loài vẹt này từ năm 1999 đến 2009, nguyên nhân chủ yếu là do trứng và con non bị ăn thịt. Máy quay được lắp đặt để quan sát thấy được loài chồn possum giết chết những vẹt con.
Ngộ độc chì, chủ yếu là do vật liệu phần mái của các tòa nhà, cũng là một nhân tố quan trọng dẫn đến việc chết yểu ở loài vẹt kea. Nghiên cứu lượng chì tại Aoraki/núi Cook cho thấy trong số 38 cá thể được xét nghiệm, tất cả đều có chì trong máu và 26 cá thể có nồng nộ cao đến mức nguy hiểm. Phân tích bổ sung từ chẩn đoán trên 15 cá thể đã tử vong của Đại học Massey từ năm 1991 đến năm 1997 cho thấy 9 trường hợp có lượng chì cao ở mức gây tử vong. Nghiên cứu của Đại học Victoria năm 2008 còn kết luận rằng bản tính hiếu kỳ của loài vẹt này làm gia tăng nguy cơ chúng ngộ độc do nuốt phải chì.
Thuốc 1080 được sử dụng để kiểm soát các loài gây hại hữu nhủ như loài chồn ecmin hoặc chồn possum cũng gây liên lụy đến loài vẹt kea. Bảy cá thể vẹt được phát hiện tử vong sau khi loại thuốc này được thải ra để kiểm soát lượng chồn tại sông băng Fox vào tháng 7 năm 2008 tương tự bảy cá thể khác tại rừng Okarito vào tháng 8 năm 2011. Ngoài ra những cái bẫy cũng là một mối đe dọa cho loài. Vào tháng 9 năm 2011, máy quay giấu kín cho thấy cảnh vẹt kea sa vào bẫy chồn ecmin tại thung lũng Matukituki.
Mặc dù được xếp loại nguy cấp cấp quốc gia, nguy cấp trong Sách Đỏ và được bảo vệ bởi luật pháp, vẹt kea vẫn bị cố ý sát hại. Vào cuối thập kỷ 1990, một cư dân ở sông băng Fox đã giết 33 cá thể tại bãi đậu xe và vào năm 2008, 2 cá thể cũng bị sát hại và ghim lên bảng báo tại Arthur's Pass. Số vụ vẹt kea tử vọng do tai nạn giao thông tăng vụt cũng khiến nhiều biển báo khuyến khích chạy chậm được dựng lên.
Một dự án khoa học cộng động với tên gọi "Kea Database" được tổ chức vào năm 2017 cho phép ghi nhận việc theo dõi loài vẹt trên cơ sở dữ liệu trực tuyến, cho phép việc quan sát từng cá thể cũng như theo dõi hành vi và môi trường sống của chúng.

## Trong văn hóa
Vẹt kea từng được xuất hiện trên mặt trái của tờ tiền 10 đô la New Zealand từ năm 1967 đến năm 1992, trước khi bị thế chỗ bởi loài vịt lam.
Vẹt kea còn là nhân vật chính trong tiểu tuyết Beak of the Moon (1981) và Dark of the Moon (1993) của nhà văn Philip Temple, lần lượt kể về những cuộc gặp nhau đầu tiên của bầy vẹt với con người ở đảo Nam trong thời kì của người Māori và cuộc sống hiện tại của chúng ở New Zealand.
Lứa tuổi nhỏ nhất của thiếu sinh Hướng đạo ở New Zealand được đặt tên theo loài chim này.